# Карвіна (округ)
Карвіна (чеськ. Okres Karviná) — адміністративно-територіальна одиниця в Мораво-Сілезькому краї Чеської Республіки. Адміністративний центр — місто Карвіна. Площа округу — 356,24 км², населення становить 253 518 осіб.
До округу входить 17 муніципалітетів, з котрих 7 — міста.